# Paul Lontsié-Keuné
Paul Lontsié-Keuné (* 25. August 1963 in Balatchi, Kamerun) ist ein kamerunischer Geistlicher und römisch-katholischer Bischof von Bafoussam.

## Leben
Paul Lontsié-Keuné empfing am 17. März 1991 das Sakrament der Priesterweihe für das Bistum Bafoussam.
Nach der Priesterweihe absolvierte er bis 1994 ein weiterführendes Studium am Institut Catholique de Paris, wo er das Lizenziat erwarb. Neben verschiedenen Aufgaben in der Pfarrseelsorge war er anschließend Zeremoniar und Verantwortlicher seiner Diözese für die katholische Bildung. Außerdem war er Dozent am interdiözesanen Priesterseminar Maroua-Mokolo, dessen Regens er 2008 wurde.
Papst Franziskus ernannte ihn am 25. April 2017 zum Bischof von Yokadouma. Der Apostolische Nuntius in Kamerun, Erzbischof Piero Pioppo, spendete ihm am 5. Juli desselben Jahres die Bischofsweihe. Mitkonsekratoren waren der Bischof von Bafoussam, Dieudonné Watio, und sein Amtsvorgänger Eugeniusz Juretzko OMI.
Am 27. November 2021 ernannte ihn Papst Franziskus zum Bischof von Bafoussam. Die Amtseinführung fand am 12. Februar des folgenden Jahres statt. Das Bistum Yokadouma verwaltete er noch bis zur Amtseinführung seines Nachfolgers am 1. März 2025 als Apostolischer Administrator.